# میا دیلون
میا دیلون (انگلیسی: Mia Dillon؛ زادهٔ ۹ ژوئیهٔ ۱۹۵۵) یک هنرپیشه، و بازیگر سینما اهل ایالات متحده آمریکا است.
او در فیلم گودال پول بازی کرده است.